# Kępiny (Mazovie)
Pour les articles homonymes, voir Kępiny.
Kępiny (prononciation : [kɛmˈpinɨ]) est un village polonais de la gmina de Jedlińsk dans le powiat de Radom de la voïvodie de Mazovie dans le centre-est de la Pologne.
Il se situe à environ 4 kilomètres au nord-ouest de Jedlińsk (siège de la gmina), 16 kilomètres au nord-ouest de Radom (siège de le powiat) et à 77 kilomètres au sud de Varsovie (capitale de la Pologne).

## Histoire
De 1975 à 1998, le village appartenait administrativement à la voïvodie de Radom.